# Allineuc
Allineuc (tiếng Breton: Alineg, Gallo: Aleinoec) là một xã của tỉnh Côtes-d’Armor, thuộc vùng Bretagne, tây bắc Pháp.

## Dân số
Người dân ở Allineuc được gọi là Allineucois.